# 11194 Mirna
11194 Mirna (1998 YE) là một tiểu hành tinh vành đai chính được phát hiện ngày 16 tháng 12 năm 1998 bởi K. Korlevic ở Visnjan.